# Jubileusz Światowych Dni Młodzieży
Jubileusz Światowych Dni Młodzieży – spotkanie młodych katolików, które odbyło się w dniach 28 lipca–3 sierpnia 2025 w Rzymie, z okazji czterdziestu lat od pierwszego spotkania z młodymi w Rzymie przez Jana Pawła II. Jubileusz Światowych Dni Młodzieży był obchodzony w ramach Roku Świętego 2025.
Ogłosił to papież Franciszek, 6 sierpnia 2023 podczas mszy kończącej ŚDM w Lizbonie.